# Jüdischer Friedhof (Brilon)

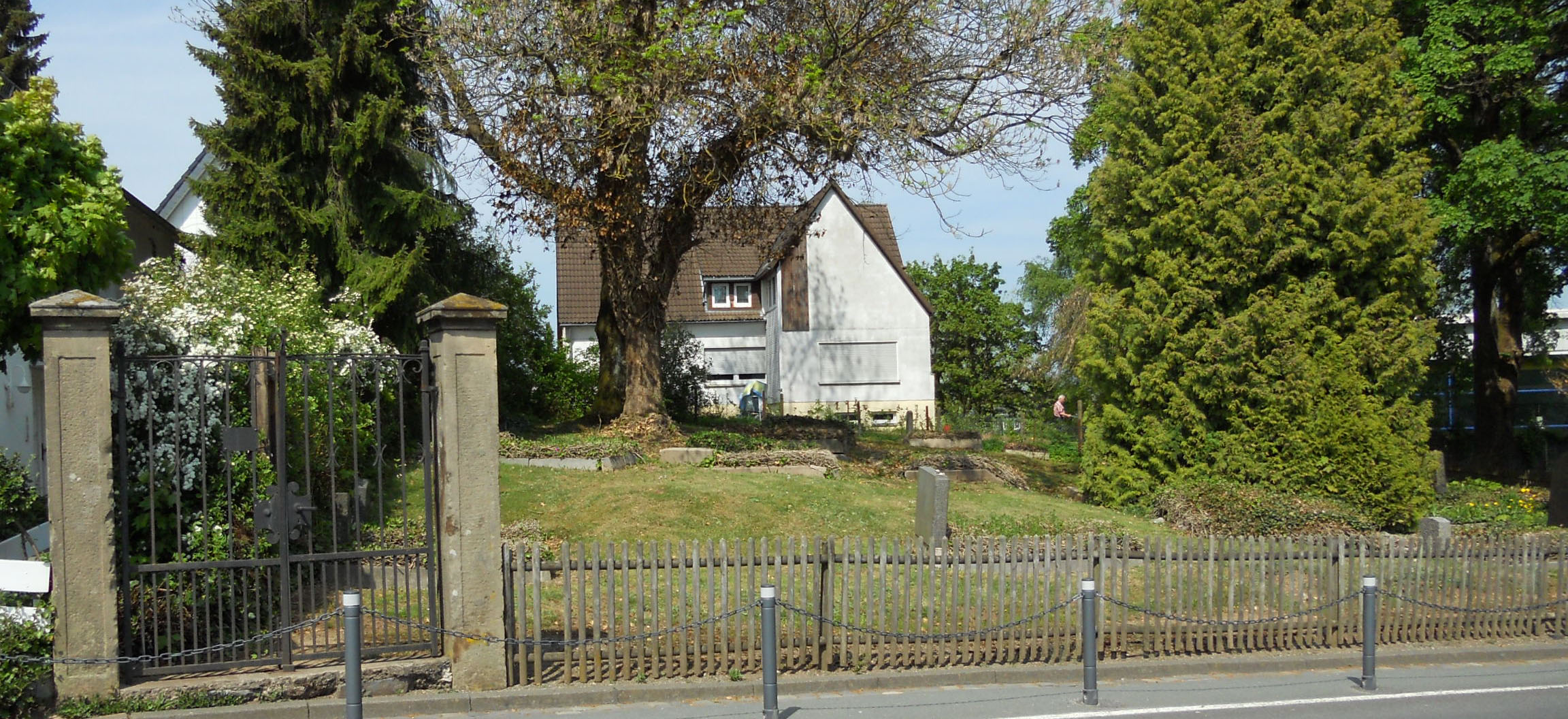
Jüdischer Friedhof, Gesamtansicht

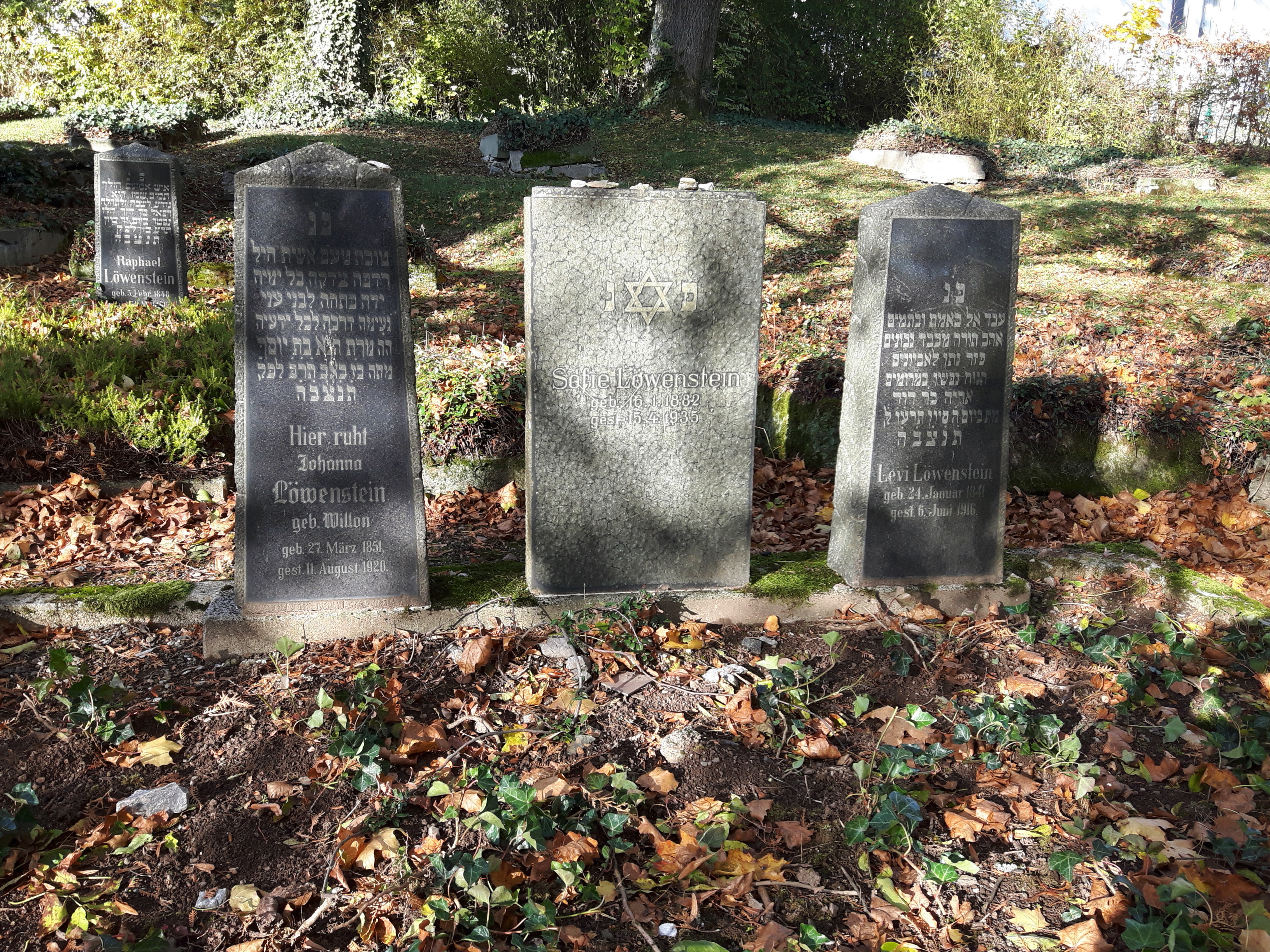
Jüdischer Friedhof, Teilansicht (2018)

Der Jüdische Friedhof in Brilon ist ein Begräbnisplatz, der hauptsächlich für Mitglieder der jüdischen Gemeinde Brilon angelegt wurde.

## Beschreibung
Der Friedhof befindet sich am Döselberg westlich der St.-Engelbert-Schule. Er wurde von 1829 bis 1941 belegt. Noch 23 Grabsteine sind zu sehen. Auf etlichen Steinen sind außer dem Namen und dem Todesdatum auch der Davidstern und hebräische Schriftzeichen eingemeißelt. Neben Mitgliedern der jüdischen Gemeinde Brilon wurden hier auch Juden aus Assinghausen, Bigge und Olsberg beigesetzt.

## Dokumentationen
Das Westfälische Amt für Denkmalpflege hat von 1975 bis 2000 diesen Friedhof mit Fotos dokumentiert. Von der Arbeitsgruppe Jüdische Friedhöfe an der Gesamthochschule Duisburg wurde von Ursula Hesse unter der Leitung von Michael Brocke eine Volldokumentation mit einer textlichen und bildlichen Erfassung aller Inschriften und Grabsteine erstellt. Diese befindet sich im Salomon Ludwig Steinheim-Institut.